# Nytebodaskogen
Nytebodaskogen este o arie protejată (arie specială de conservare — SAC, sit de importanță comunitară — SCI) din Suedia întinsă pe o suprafață de 55,8 ha, integral pe uscat.

## Localizare
Centrul sitului Nytebodaskogen este situat la coordonatele 56°19′51″N 14°23′02″E / 56.3309°N 14.384°E.

## Înființare
Situl Nytebodaskogen a fost declarat sit de importanță comunitară în decembrie 1995 pentru a proteja un număr necunoscut de specii din flora spontană și fauna sălbatică aflate în arealul zonei. Situl a fost protejat și ca arie specială de conservare în martie 2011.

## Biodiversitate
Situată în ecoregiunile boreală și continentală, aria protejată conține 4 habitate naturale: Ape stătătoare oligotrofe până la mezotrofe, cu vegetație de Littorelletea uniflorae și/sau de Isoëto-Nanojuncetea, Mlaștini turboase de tranziție și turbării mișcătoare, Lacuri și iazuri distrofice naturale, Taiga vestică.
La baza desemnării sitului se află un număr nedeclarat de specii protejate.